# Grand Prix automobile d'Italie 1931
Le Grand Prix d'Italie 1931 est un Grand Prix comptant pour le Championnat d'Europe des pilotes, qui s'est tenu sur le circuit de Monza le 24 mai 1931.

## Grille de départ
| 1re ligne | Pos. 3                              | Pos. 2                        | Pos. 1                              |
| --------- | ----------------------------------- | ----------------------------- | ----------------------------------- |
|           | Sénéchal Delage                     | / Wimille / Gaupillat Bugatti | Campari Alfa Romeo                  |
| 2e ligne  | Pos. 6                              | Pos. 5                        | Pos. 4                              |
|           | Minoia Alfa Romeo                   | / Lehoux / Étancelin Bugatti  | / Stoffel / Ivanowski Mercedes-Benz |
| 3e ligne  | Pos. 9                              | Pos. 8                        | Pos. 7                              |
|           | / Nuvolari / Borzacchini Alfa Romeo | / Di Vecchio / Ferrari Talbot | / Divo / Bouriat Alfa Romeo         |
| 4e ligne  | Pos. 12                             | Pos. 11                       | Pos. 10                             |
|           | / Caniato / "Tortini" Alfa Romeo    | / Varzi / Chiron Bugatti      | / Ruggeri / Balestrero Talbot       |
| 5e ligne  | Pos. 15                             | Pos. 14                       | Pos. 13                             |
|           |                                     | / Klinger / Ghersi Maserati   | / Pirola / Lurani Alfa Romeo        |

## Classement de la course
| Pos  | N° | Pilote               | Écurie     | Châssis                         | Tours | Temps/Abandon              | Grille | Points |
| ---- | -- | -------------------- | ---------- | ------------------------------- | ----- | -------------------------- | ------ | ------ |
| 1    | 26 | Giuseppe Campari     | Alfa Corse | Alfa Romeo Monza                | 155   | 10 h 0 min 0 s 7           | 1      | 1      |
| 1    | 26 | Tazio Nuvolari       | Alfa Corse | Alfa Romeo Monza                | 155   | 10 h 0 min 0 s 7           | 1      | n/a    |
| 2    | 30 | Ferdinando Minoia    | Alfa Corse | Alfa Romeo Monza                | 153   | + 2 tours                  | 6      | 2      |
| 2    | 30 | Baconin Borzacchini  | Alfa Corse | Alfa Romeo Monza                | 153   | + 2 tours                  | 6      | n/a    |
| 3    | 14 | Albert Divo          | Bugatti    | Bugatti T51                     | 152   | + 3 tours                  | 7      | 3      |
| 3    | 14 | Guy Bouriat          | Bugatti    | Bugatti T51                     | 152   | + 3 tours                  | 7      | 3      |
| 4    | 18 | Jean-Pierre Wimille  | Privé      | Bugatti T37A                    | 138   | + 17 tours                 | 2      | 4      |
| 4    | 18 | Jean Gaupillat       | Privé      | Bugatti T37A                    | 138   | + 17 tours                 | 2      | 4      |
| 5    | 22 | Boris Ivanowski      | Privé      | Mercedes-Benz SSKL              | 134   | + 21 tours                 | 4      | 4      |
| 5    | 22 | Henri Stoffel        | Privé      | Mercedes-Benz SSKL              | 134   | + 21 tours                 | 4      | 4      |
| 6    | 32 | Francesco Pirola     | Alfa Corse | Alfa Romeo 6C 1500              | 129   | + 26 tours                 | 13     | 4      |
| 6    | 32 | Giovanni Lurani (en) | Alfa Corse | Alfa Romeo 6C 1500              | 129   | + 26 tours                 | 13     | 4      |
| 7    | 38 | Amedeo Ruggeri       | Privé      | Talbot 700                      | 120   | + 35 tours                 | 10     | 4      |
| 7    | 38 | Renato Balestrero    | Privé      | Talbot 700                      | 120   | + 35 tours                 | 10     | 4      |
| 8    | 8  | Umberto Klinger      | Maserati   | Maserati 26M                    | 111   | + 45 tours                 | 14     | 5      |
| 8    | 8  | Pietro Ghersi        | Maserati   | Maserati 26M                    | 111   | + 45 tours                 | 14     | 5      |
| Abd. | 40 | Roberto di Vecchio   | Privé      | Talbot 700                      | 87    | + 68 tours                 | 8      | 5      |
| Abd. | 40 | Gerolamo Ferrari     | Privé      | Talbot 700                      | 87    | + 68 tours                 | 8      | 5      |
| 9    | 20 | Robert Sénéchal      | Delage     | Delage 15SB                     | 81    | +74 tours                  | 3      | 5      |
| Abd. | 16 | Marcel Lehoux        | Bugatti    | Bugatti T51                     | 49    | Suspension                 | 5      | 6      |
| Abd. | 16 | Philippe Étancelin   | Bugatti    | Bugatti T51                     | 49    | Suspension                 | 5      | 6      |
| Abd. | 12 | Achille Varzi        | Bugatti    | Bugatti T51                     | 44    | Différentiel               | 11     | 6      |
| Abd. | 12 | Louis Chiron         | Bugatti    | Bugatti T51                     | 44    | Différentiel               | 11     | 6      |
| Abd. | 28 | Tazio Nuvolari       | Alfa Corse | Alfa Romeo Monza                | 33    | Mécanique                  | 9      | 7      |
| Abd. | 28 | Baconin Borzacchini  | Alfa Corse | Alfa Romeo Monza                | 33    | Mécanique                  | 9      | 7      |
| Abd. | 50 | Alfredo Caniato      | Privé      | Alfa Romeo 6C 1750              | 15    |                            | 12     | 7      |
| Abd. | 50 | "Tortini"            | Privé      | Alfa Romeo 6C 1750              | 15    | 7                          | 12     |        |
| Np.  | 24 | Luigi Arcangeli      | Alfa Corse | Alfa Romeo 3500 bimotore tipo A |       | Accident mortel aux essais |        | 8      |

- Légende : Abd.=Abandon - Np.=Non partant

## Pole position et record du tour
- Pole position : Giuseppe Campari.
- Meilleur tour en course : Giuseppe Campari en 3 min 32 s 8.